# Brad Paisley
Bradley Douglas Paisley (Glen Dale, 28 de outubro de 1972) é um cantor e compositor de música country dos Estados Unidos. Desde o lançamento de seu álbum de estreia em 1999, Who Needs Pictures, Brad Paisley gravou doze álbuns de estúdio, incluindo uma compilação natalina e um álbum ao vivo pela gravadora Arista Nashville, com todos os seus álbuns sendo certificados pelo menos Ouro pela RIAA.
Ele emplacou 35 singles no top 10 da lista Billboard Country Airplay, dos quais 20 atingiram o o topo da lista, em 2009, com 10 singles, ele quebrou o recorde do número de singles que alcançaram consecutivamente o topo daquela lista. Em novembro de 2010, Brad foi o "Artista do Ano" no 44º Prêmio CMA Awards, o mais prestigiado prêmio de música country norte-americano. 
Paisley vendeu mais de 11 milhões de álbuns e venceu três Grammy Awards, 14 Academy of Country Music Awards, 14 Country Music Association Awards e 2 American Music Awards. Ele também escreveu músicas para a franquia Carros da Disney/Pixar, "Behind The Clouds" e "Find Yourself" para o filme original, "Nobody's Fool" e "Collision of Worlds" com Robbie Williams para Carros 2 e duas músicas instrumentais para Carros 3, "Truckaroo" e "Thunder Hollow Breakdown", além de ter escrito a música "All In" para o filme Planes: Fire & Rescue.
Paisley é casado com a atriz Kimberly Williams, conhecida por seu papel no filme O Pai da Noiva.
Em fevereiro de 2023, Paisley, que por toda sua carreira gravou para a Arista Nashville, assinou um novo contrato com a EMI Nashville e deve lançar seu décimo terceiro álbum e seu primeiro com a nova gravadora, "Son of the Mountains", nesse mesmo ano.

## Biografia
Brad Paisley nasceu dia 28 de Outubro de 1972 na pequena cidade de Glen Dale, na Virgínia Ocidental, banhada pelo Rio Ohio. Ele é filho único de Doug Paisley, funcionário do Departamento de Transportes da Virgínia Ocidental, e Sandy Jarvis Paisley, uma professora. Seu avô materno, Warren Jarvis que gostava de tocar violão/guitarra e amava música Country, era empregado ferroviário que trabalhava à noite, como ele ficava em casa à tarde, seu neto passou um bom tempo em sua casa.
Quando ele tinha oito anos, seu avô deu-lhe uma guitarra Sears Danelectro Silverstone e começou a ensiná-lo a tocar.
Brad Paisley fez sua primeira performance pública com 10 anos cantando em uma igreja, a audiência de sua cidade natal foi muito favorável ao jovem músico, começando a cantar regularmente em eventos de natal e do dia das mães.
Com 12 anos ele escreveu sua primeira música, "Born on Christmas Day". Nessa época ele começou a ter aulas com um guitarrista local.

## Discografia
Álbuns De Estúdio
- Who Needs Pictures (1999)
- Part II (2001)
- Mud on the Tires (2003)
- Time Well Wasted (2005)
- Brad Paisley Christmas (2006)
- 5th Gear (2007)
- Play (2008)
- American Saturday Night (2009)
- This is Country Music (2011)
- Wheelhouse (2013)
- Moonshine in the Trunk (2014)
- Love and War (2017)

Álbuns Ao Vivo
- Hits Alive (2010)

## Turnês
Abertura
- Brooks & Dunn's Neon Circus & Wild West Show (2003)

Turnês Conjuntas
- Mud and Suds Tour (2005) (com Sara Evans e Andy Griggs)
- Two Hats and a Redhead Tour (2005) (com Reba McEntire e Terri Clark)

Turnês Principais
- Time Well Wasted Tour (2005-06)
- Bonfires & Amplifiers Tour (2007-08)
- The Paisley Party Tour (2008-09)
- The H20 Tour (2010)
- The iH20 Frozen Over Tour (2011)
- H20 II: Wetter and Wilder World Tour (2012)
- Virtual Reality World Tour (2012)
- Beat This Summer Tour (2013)
  - Beat This Winter Tour (2014)
- Country Nation World Tour (2014)
- Crushin' It World Tour (2015-16)
- Life Amplified World Tour (2016-17)
- Weekend Warrior World Tour (2017-18)
- Brad Paisley World Tour (2019)
- Tour 2021 (2021)
- World Tour 2022 (2022)

## Filantropia
Em 24 de Janeiro de 2023, Paisley se tornou um Embaixador para o United24, um projeto iniciado por Volodymyr Zelensky para ajudar a reconstruir a Ucrânia.
Em 14 de Março foi anunciado que ele doaria todos os royalties do seu novo single, "Same Here", que também possui sua letra dedicada a Ucrânia, para reconstruir o país.